# Thuy
Thuy település Franciaországban, Hautes-Pyrénées megyében. Lakosainak száma 18 fő (2022. január 1.). Thuy Peyriguère, Cabanac és Goudon községekkel határos.

## Népesség
A település népessége az elmúlt években az alábbi módon változott:
| Lakosok száma | 17   | 18   | 19   | 19   | 18   | 17   | 16   | 17   | 18   |
|               | 2013 | 2015 | 2016 | 2017 | 2018 | 2019 | 2020 | 2021 | 2022 |